# Jefferson F. Long
Jefferson Franklin Long (23 de marzo de 1836 - 4 de febrero de 1901) fue un político estadounidense del estado de Georgia. Fue el primer afrodescendiente de este estado en ser elegido para la Cámara de Representantes de los Estados Unidos.

## Biografía
Long nació esclavo, cerca de la ciudad de Knoxville y del condado de Crawford, Georgia, el 3 de marzo de 1836. Su educación fue autodidacta y se hizo comerciante en Macon, Georgia. Long fue elegido por los republicanos para el 41.er Congreso de los Estados Unidos para cubrir la vacante que se produjo cuando la Cámara de Representantes declaró a Samuel F. Gove no elegible para el cargo. Su cargo duró desde el 22 de diciembre de 1870 al 3 de marzo de 1871. Long no se presentó a la reelección ese año pero fue delegado en la Convención republicana de 1880. Volvió a sus negocios en Macon y murió el 4 de febrero de 1901. Fue enterrado en el cementerio Lynwood.
- Datos: Q983531
- Multimedia: Jefferson F. Long / Q983531